# UCRC
El complejo ubiquinol-citocromo c reductasa (7,2 kD), también conocido como UCRC o UQCR10, es un gen humano.

Su producto génico es una subunidad de la proteína de la cadena respiratoria Ubiquinol Cytochrome c Reductase (UQCR, Complex III o Cytochrome bc1 complex), que consiste en los productos de un gen codificado mitocondrialmente, MTCYTB (citocromo b mitocondrial) y diez genes nucleares: UQCRC1, UQCRC2, citocromo c1, UQCRFS1 (proteína de Rieske), UQCRB, UQCRQ ("Proteína de 11 kDa"), UQCRH (proteína de bisagra cyt c1), presecuencia de proteína Rieske, UCRC ("proteína asociada a cyt. C1") y UQCR ("Proteína asociada al riesgo").